# Villa d'Oro Pallavolo
La Villa d'Oro Pallavolo è una società pallavolistica di Modena, facente parte della Polisportiva Villa d'Oro.
La sezione maschile, attiva fin dal dopoguerra, può vantare un palmarès di alto livello, avendo vinto per tre volte il Campionato Italiano (1956, 1958 e 1961); negli anni '70 venne creato anche il settore femminile.
Attualmente la compagine maschile milita nel campionato di serie B, mentre la femminile disputa solo i campionati giovanili.

## Storia della società

### 1947-56: Ruentes e U.S. Crocetta
Le radici della società risalgono al 1947 quando a Modena, nel rione S.Caterina, un nutrito gruppo di ragazzi appassionati di pallavolo cominciò ad organizzarsi arrivando a fondare una società denominata Ruentes, in omaggio a una squadra di Ravenna.  Negli anni 1951 e 1952 vinse i campionati provinciali e regionali UISP, ottenendo la promozione in Serie C per la stagione 1953. Nello stesso anno la Ruentes venne assorbita dalla Unione Sportiva Crocetta, una nuova società del medesimo quartiere fondata da alcuni soci della Polisportiva Villa d'Oro.
Grazie a due promozioni consecutive, nel 1955 esordì in Serie A raggiungendo le altre due squadre modenesi U.S. Minelli e Avia Pervia, e conquistando a sorpresa il secondo posto finale, mentre già nel 1956 vinse il suo primo scudetto.

### 1957-93: Villa d'Oro
Nel 1957 la squadra cambiò nome in Villa D'Oro e ricevette la sponsorizzazione dell'azienda CIAM di Modena (precorritrice dell'attuale Grandi Salumifici Italiani). Divenne nuovamente Campione d'Italia nel 1958 e 1961, contribuendo insieme alle altre due compagini concittadine al record di 11 scudetti consecutivi per la città di Modena.
Durante gli anni '60 la pallavolo modenese entrò in crisi a causa della carenza di finanziatori e del trasferimento dei migliori giocatori verso società che offrivano condizioni più favorevoli. Dopo alcune stagioni concluse a metà classifica la Villa d'Oro retrocesse in Serie B al termine del campionato 1967-68, rimanendovi per sei stagioni durante le quali la squadra cambiò sponsorizzazione dapprima in Unipol e poi in Coop Italia. Conquistò quindi la promozione in Serie A per la stagione 1974-75, concludendo al settimo posto. Pur avendo conquistato la salvezza, la squadra perse lo sponsor e solo all'ultimo momento riuscì a garantirsi la permanenza in massima serie, grazie a un accordo con l'azienda Gres Lux. La nuova stagione portò risultati soddisfacenti e il quinto posto in classifica finale, ma al termine del campionato il nuovo sponsor decise di uscire da tutte le attività sportive. La Villa d'Oro non trovò altri finanziatori e rinunciò al posto in Serie A, cedendo tutti i giocatori ma continuando l'attività con le squadre giovanili. Nel frattempo era nato nel 1975 il settore femminile.
La Villa d'Oro ripartì quindi dalle serie minori ritornando in Serie B per la stagione 1980-81; al termine del 1986-87 retrocesse in Serie C1 ottenendo però l'anno seguente la promozione alla neonata Serie B2.

### 1993-98: Italkero
Nel 1993 l'azienda Italkero rilevò la gestione della squadra tentando un rilancio: dopo avere ottenuto la promozione in B1, acquisì dalla Pallavolo Torino il titolo sportivo di Serie A2 per la stagione 1996-97. 
In questa categoria militò per due stagioni, giocando le partite casalinghe al palazzetto dello sport di Cavezzo, salvo poi rinunciare all'iscrizione cedendo i diritti al Volley Gonzaga Milano nel 1998.
Durante la gestione Italkero venne acquisito anche un titolo di Serie C2 per la stagione 1995-96, nell'ottica di costituire una squadra in grado di lanciare giovani talenti. Grazie a due promozioni consecutive la Villa d'Oro mantenne una squadra nei campionati nazionali (B2) nonostante la dismissione della prima squadra.

### 1998-09: Villa d'Oro e Iride Volley
Terminato il periodo Italkero, la squadra ricevette la sponsorizzazione National Transports e disputò alcuni campionati di B2 con buoni risultati, fino ad ottenere la promozione in B1 per la stagione 2001-02. Raggiunto il traguardo, la squadra fu rilevata da Vanni Reghizzi che creò l'Iride Volley e spostò il campo da gioco a Formigine. Ottenne la promozione in A2 e vi disputò un'unica stagione nel 2003-04, con la denominazione RockNoWar! Formigine, concludendo all'ultimo posto e cedendo il conseguente titolo di B1 a una società di Padova. 
L'Iride Volley ripartì dalla Serie D, ricollocandosi a Modena, ma già dopo un anno ritornò nel campionato nazionale acquisendo un titolo di B1 da Arezzo per la stagione 2005-06. Una retrocessione in B2 e la decisione di ripartire nuovamente dalla Serie D furono il preludio allo scioglimento della società avvenuto nel 2009.

### 2001-oggi: Viva Villa Volley
Con l'ingresso di Reghizzi e la creazione dell'Iride Volley, la Villa d'Oro mantenne la gestione delle squadre giovanili partecipando al campionato di Serie C. Per lo scopo fu creata una nuova società denominata Viva Villa Volley, sempre facente parte della Polisportiva Villa d'Oro.
Nel 2004, contestualmente alla rinuncia alla B1 da parte dell'Iride, fu acquisito un titolo di B2 per la Viva Villa che così riportava la storica polisportiva nei campionati nazionali. Per due stagioni Viva Villa e Iride Volley furono rivali, pur affrontandosi solo negli incontri di coppa di lega.
Da allora la Villa d'Oro ha disputato diverse stagioni prevalentemente tra serie B2 e C. Nel 2016 ottiene la promozione nella riformata Serie B.

## Squadra Femminile

### Settore femminile
Le origini del settore femminile della Villa d'Oro risalgono al 1975 quando si costituì una squadra per partecipare ai campionati UISP. Negli anni seguenti ottenne la vittoria nel campionato provinciale amatori seguita da una doppia promozione, in Prima Divisione FIPAV e poi in Serie D nel 1979. Con la vittoria nel campionato 1980-81 la squadra conquistò la Serie C2, e l'anno seguente venne ripescata in C1 grazie a un allargamento dei gironi.
La Villa d'Oro disputò due stagioni in C1, poi la retrocessione coincise con un periodo difficile per l'organizzazione della sezione femminile, che portò alla decisione di rinunciare alla C2 e ripartire dalle giovanili. Nel 1986-87 la squadra venne iscritta in Terza Divisione e grazie a tre promozioni consecutive raggiunse la Serie D dove rimase per due stagioni, prima di riconquistare la C2 nel 1991.
Due stagioni soddisfacenti in C2 non furono sufficienti ad evitare una nuova crisi, culminata con lo scioglimento della squadra e una nuova ripartenza dalla Prima Divisione con una rosa molto giovane. Dopo tre stagioni e una retrocessione, altri conflitti interni minarono anche questa avventura che si concluse con un nuovo scioglimento.
Per il 1996-97 la Villa d'Oro ripartì dalla Terza Divisione e in sei anni ottenne la Serie C; dopo alcune salvezze sofferte disputò delle stagioni di alto livello che culminarono con la storica promozione in Serie B2 del 2007: per la prima volta nella sua storia la Villa d'Oro femminile prese parte a un campionato nazionale. Dopo due stagioni di B2, una retrocessione costrinse al ritorno in Serie C dove la squadra ha dovuto militare per dieci anni prima di riconquistare nuovamente l'accesso alla B2 per la stagione 2019-20, ottenendo la promozione d'ufficio in B1 durante il periodo di pandemia COVID-19. Dopo una stagione col nome di Amati Pietro Villa d’Oro conclusa ai playoff, la società decise di cedere il titolo di B1 al Volley Certosa di Pavia dedicandosi esclusivamente ai campionati giovanili.